# Valerianella amarella
Valerianella amarella är en kaprifolväxtart som först beskrevs av Lindheimer och Georg George Engelmann, och fick sitt nu gällande namn av Krok. Valerianella amarella ingår i släktet klynnen, och familjen kaprifolväxter. Inga underarter finns listade i Catalogue of Life.